# Confit (gastronomia)
El confit és un tipus d'aliment que es cuina a foc baix durant un llarg període com a mètode de conservació. Confitar, en gastronomia, descriu el procediment en què els aliments es couen amb greix o oli a una temperatura baixa, en lloc de fregir-los. Mentre que el fregit sol produir-se a temperatures de 160–230 °C (325–450 °F), el confitat es fa a una temperatura inferior, com ara una temperatura de l'oli d'uns 90 °C (200 °F), i de vegades fins i tot menys. El terme s'acostuma a utilitzar a la cuina contemporània per a significar una cocció llarga i lenta en oli o greix a baixa temperatura.
Per a la carn, aquest mètode requereix que la carn sigui salada com a part del procés de conservació. Després de salar-la i cuinar-la en greix, el confit pot durar mesos o anys si es tanca en un envàs hermèticament cobert amb el propi greix i es desa en un lloc fresc i fosc. El confit és una especialitat del sud-oest d'Occitània.
Els preparats confitats es van originar com a mitjà per a conservar la carn sense refrigeració. La paraula prové del del mot llatí (conficere), que significa «fer, produir, preparar, preservar». El terme es va aplicar per primera vegada a l'època medieval per a la fruita confitada. 

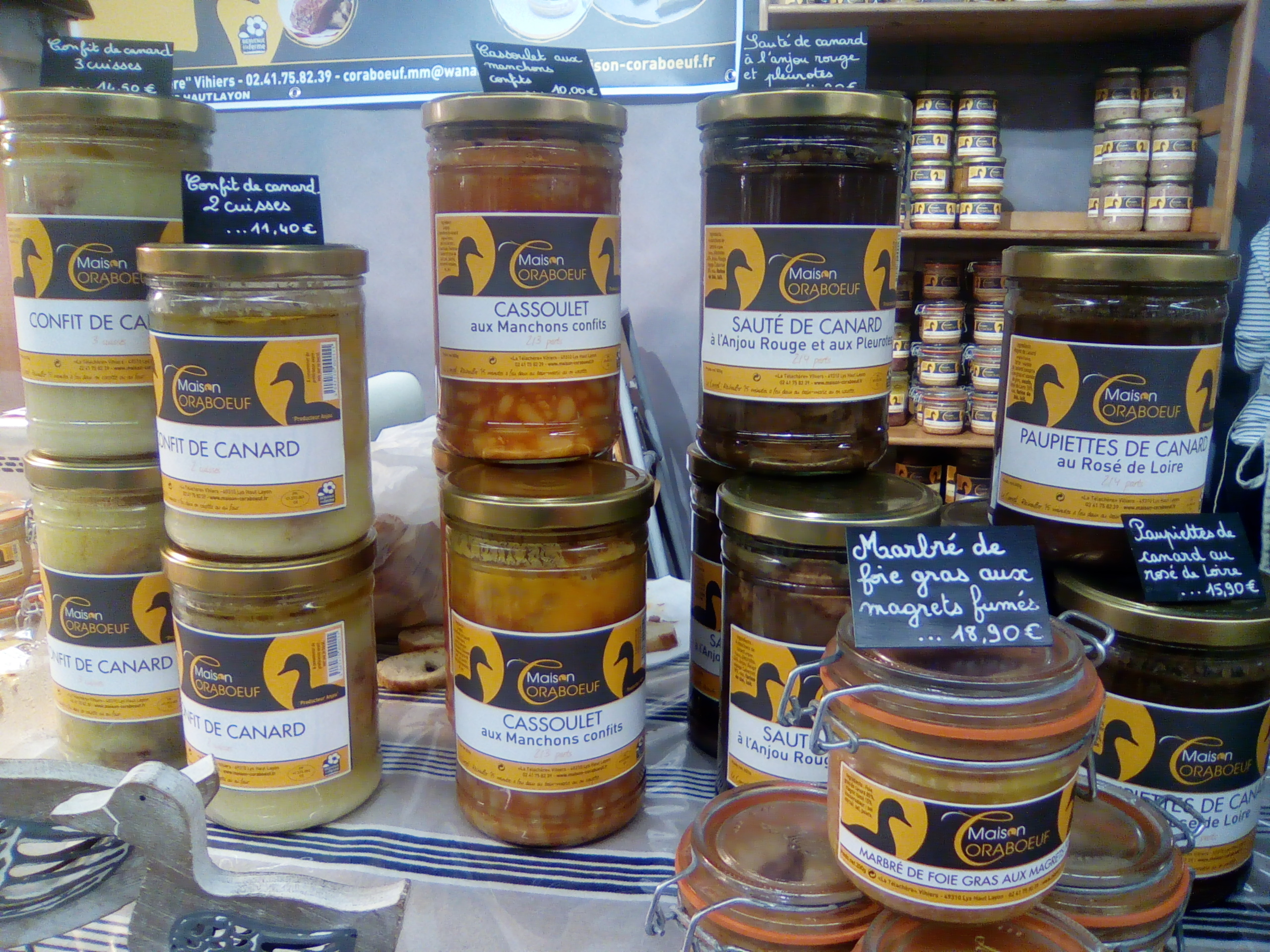
Conserves d'ànec confitat i cassolet

El confit d'oca (confit d'oie) o d'ànec (confit de canard) se sol preparar amb les cuixes de l'ocell. La carn es sala i es condimenta amb herbes aromàtiques i es cuina a poc a poc submergida en el seu propi greix (no superar mai 85 °C [185 °F]), en què després es conserva deixant-lo refredar i conservant-lo amb el greix. El gall dindi i la carn de porc es poden tractar de la mateixa manera.